# Північна Чолла

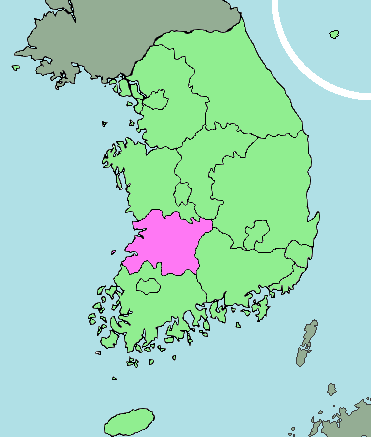
Північна Чолла

Півні́чна прові́нція Чолла́ (кор. 全羅北道, 전라북도, Чолла-пукто) — провінція Республіки Корея. Розташована на південному заході Корейського півострова, на заході Республіки. Омивається водами Жовтого моря. Утворена 1896 року на основі північної частині історичної провінції Чолла. Скорочена назва — Чолла-Північ (кор. 全北, 전북, Чонпук).